# Campionati europei di karate 2012
La 47ª edizione del campionato europeo di karate si è svolta a Adeje sull'isola spagnola di Tenerife dal 10 al 13 maggio 2012 presso il Pabellón Municipal Del Las Torres. Vi hanno preso parte 450 karateka.
Per la 13ª volta consecutiva Luca Valdesi si laurea campione europeo nella specialità del kata invdividuale, mentre la spedizione azzurra bissa il successo nel medagliere dopo quelli di Atene 2010 e Zurigo 2011.

## Podi

### Uomini

#### Individuale
| Specialità    | Oro                     | Argento                    | Bronzo                            |
| Kata          | Luca Valdesi            | Fernando San Jose Bastante | Vu Duc Minh Dack Jonathan Mottram |
| Kumite -60 kg | Matias Gomez            | Kalvis Kalnins             | Danil Domdjoni Alexander Heimann  |
| Kumite -67 kg | William Rolle           | Ömer Kemaloğlu             | Niyazi Aliyev Ciro Massa          |
| Kumite -75 kg | Luigi Busà              | Rene Smaal                 | Rafael Aghayev Noah Bitsch        |
| Kumite -84 kg | Michael Georgios Tzanos | Aykhan Mamyev              | Slobodan Bitevic Kenji Grillon    |
| Kumite +84 kg | Jonathan Horne          | Stefano Maniscalco         | Enes Erkan Dejan Umicevic         |

#### Squadre
| Specialità | Oro                                                 | Argento | Bronzo                           |
| Kata       | Italia Lucio Maurino Luca Valdesi Vincenzo Figuccio | Spagna  | Francia Turchia                  |
| Kumite     | Germania                                            | Turchia | Azerbaigian Bosnia ed Erzegovina |

### Donne

#### Individuale
| Specialità    | Oro                 | Argento          | Bronzo                                    |
| Kata          | Yaiza Martin Abello | Sandy Scordo     | Sofia Marika Livitsanou Marija Madžarević |
| Kumite -50 kg | Serap Özçelik       | Lucia Kovacikova | Gulsah Akdag Kateryna Kryva               |
| Kumite -55 kg | Jelena Kovacevic    | Jana Bitsch      | Lucie Ignace Jana Vojtikevicova           |
| Kumite -61 kg | Lolita Dona         | Anita Serogina   | Ivana Bebek Ece Yaşar                     |
| Kumite -68 kg | Hafsa Şeyda Burucu  | Tiffany Fanjat   | Marina Rakovic Inga Sherozia              |
| Kumite +68 kg | Greta Vitelli       | Radka Krejcova   | Nadege Ait Ibrahim Meltem Hocaoğlu        |

#### Squadre
| Specialità | Oro     | Argento | Bronzo                                                          |
| Kata       | Francia | Spagna  | Italia Sara Battaglia Viviana Bottaro Michela Pezzetti Germania |
| Kumite     | Turchia | Croazia | Germania Svizzera                                               |

## Medagliere
| Posiz. | Nazione              | Oro | Argento | Bronzo | Totale |
| ------ | -------------------- | --- | ------- | ------ | ------ |
| 1      | Italia               | 4   | 1       | 2      | 7      |
| 2      | Francia              | 3   | 2       | 6      | 11     |
| 3      | Turchia              | 3   | 2       | 4      | 9      |
| 4      | Spagna               | 2   | 3       | 0      | 5      |
| 5      | Germania             | 2   | 1       | 4      | 7      |
| 6      | Croazia              | 1   | 1       | 2      | 4      |
| 7      | Grecia               | 1   | 0       | 1      | 2      |
| 8      | Azerbaigian          | 0   | 1       | 3      | 4      |
| 9      | Slovacchia           | 0   | 1       | 1      | 2      |
| 10     | Paesi Bassi          | 0   | 1       | 0      | 1      |
| 10     | Rep. Ceca            | 0   | 1       | 0      | 1      |
| 10     | Ucraina              | 0   | 1       | 0      | 1      |
| 10     | Lettonia             | 0   | 1       | 0      | 1      |
| 14     | Serbia               | 0   | 0       | 3      | 3      |
| 15     | Inghilterra          | 0   | 0       | 1      | 1      |
| 15     | Montenegro           | 0   | 0       | 1      | 1      |
| 15     | Svizzera             | 0   | 0       | 1      | 1      |
| 15     | Bosnia ed Erzegovina | 0   | 0       | 1      | 1      |
| 15     | Russia               | 0   | 0       | 1      | 1      |
| 15     | Svezia               | 0   | 0       | 1      | 1      |